# Funzione algebrica
In matematica, intuitivamente le funzioni algebriche si possono considerare come funzioni costruite attraverso un numero finito di applicazioni delle quattro operazioni dell'aritmetica, dell'elevamento a potenza e dell'estrazione della radice n-esima. Questo in prima approssimazione, perché le funzioni algebriche, nei casi irriducibili e per il teorema fondamentale della Teoria di Galois, non necessariamente sono espresse con radicali.
Con più precisione, si dice che una funzione f (x) è algebrica se soddisfa identicamente la relazione
{\displaystyle p(x,f(x))=0}
dove p (x, y) è un polinomio in x e y con coefficienti interi.
Si noti che un qualsiasi polinomio è una funzione algebrica, poiché i polinomi sono semplicemente le soluzioni per y dell'equazione
{\displaystyle y-p(x)=0.}
Più in generale ogni funzione razionale è algebrica, essendo soluzione di 
{\displaystyle q(x)y-p(x)=0\Rightarrow y={\frac {p(x)}{q(x)}}.}
La radice n-esima di un qualunque polinomio è una funzione algebrica, poiché risolve l'equazione
{\displaystyle y^{n}-p(x)=0\Rightarrow y={\sqrt[{n}]{p(x)}}.}
La funzione inversa di una funzione algebrica è una funzione algebrica.  Si supponga che y sia una soluzione di 
{\displaystyle a_{n}(x)y^{n}+\cdots +a_{0}(x),}
per ogni valore di x, allora anche x è una soluzione di questa equazione per ogni valore di y. Infatti scambiando i ruoli di x e y  e raccogliendo i termini,  
{\displaystyle b_{m}(y)x^{m}+b_{m-1}(y)x^{m-1}+\cdots +b_{0}(y)=0.}
si ottiene la funzione inversa, anch'essa algebrica, scrivendo x come funzione di y.
Comunque non tutte le funzioni hanno l'inversa. Per esempio, y = x2 non ha inversa perché non è iniettiva. L'inversa è la funzione algebrica {\displaystyle x=\pm {\sqrt {y}}}.  Questo è un esempio per capire come le funzioni algebriche, spesso, siano funzioni a più valori.
Un altro modo per capire questo punto, che diventerà importante in seguito, è che una funzione algebrica ha per grafico una curva algebrica.

## Il ruolo dei numeri complessi
Da una prospettiva algebrica, i numeri complessi sono uno strumento naturale per lo studio delle funzioni algebriche. Prima di tutto per il teorema fondamentale dell'algebra, i numeri complessi formano un campo algebricamente chiuso. Quindi ogni relazione polinomiale
p(y, x) = 0
ha sicuramente almeno una soluzione (e in generale un numero di soluzioni che non supera il grado di  p in x) per y in ogni punto x, supposto che y possa assumere sia valori reali sia complessi.  Così si risolvono i problemi relativi alla scelta del dominio delle funzioni algebriche.
Inoltre, anche se si opera con funzioni algebriche reali, un modo semplice per esprimerle è proprio l'utilizzo dei numeri complessi. Per esempio se si considera la funzione algebrica determinata dall'equazione 
{\displaystyle y^{3}-xy+1=0.}
usando la formula per una cubica, una soluzione è 
{\displaystyle y=-{\frac {(1+i{\sqrt {3}})x}{2^{2/3}{\sqrt[{3}]{729-108x^{3}}}}}-{\frac {(1-i{\sqrt {3}}){\sqrt[{3}]{-27+{\sqrt {729-108x^{3}}}}}}{6{\sqrt[{3}]{2}}}}.}
Non c'è modo di esprimere questa funzione utilizzando solo numeri reali, anche se la funzione risultante è a valori reali.
Inoltre l'uso dei numeri complessi permette di avere a disposizione le tecniche dell'analisi complessa per discutere le funzioni algebriche. In particolare, si può usare la formula di Cauchy per mostrare che ogni funzione agebrica è di fatto una funzione analitica.
Formalmente, sia p(x, y) un polinomio complesso nelle variabili complesse x e y.  Si supponga che
x0 ∈ C sia tale che il polinomio p(x0,y) di y abbia n zeri distinti. Si può dimostrare che la funzione algebrica è analitica in un intorno di x0. Si scelga un sistema di n dischi non sovrapposti  Δi, ciascuno contenente uno di questi zeri. Allora per la formula di Cauchy 
{\displaystyle {\frac {1}{2\pi i}}\oint _{\partial \Delta _{i}}{\frac {p_{y}(x_{0},y)}{p(x_{0},y)}}\,dy=1.}
Per continuità, ciò vale per ogni x in un intorno di x0. In particolare, p(x,y) ha una sola radice in Δi, data dal teorema del residuo:
{\displaystyle f_{i}(x)={\frac {1}{2\pi i}}\oint _{\partial \Delta _{i}}y{\frac {p_{y}(x,y)}{p(x,y)}}\,dy}
che è una funzione analitica.